# Collonge-en-Charollais
Collonge-en-Charollais è un comune francese di 129 abitanti situato nel dipartimento della Saona e Loira nella regione della Borgogna-Franca Contea.

## Società

### Evoluzione demografica
Abitanti censiti